# Anneke le Coultre-Foest

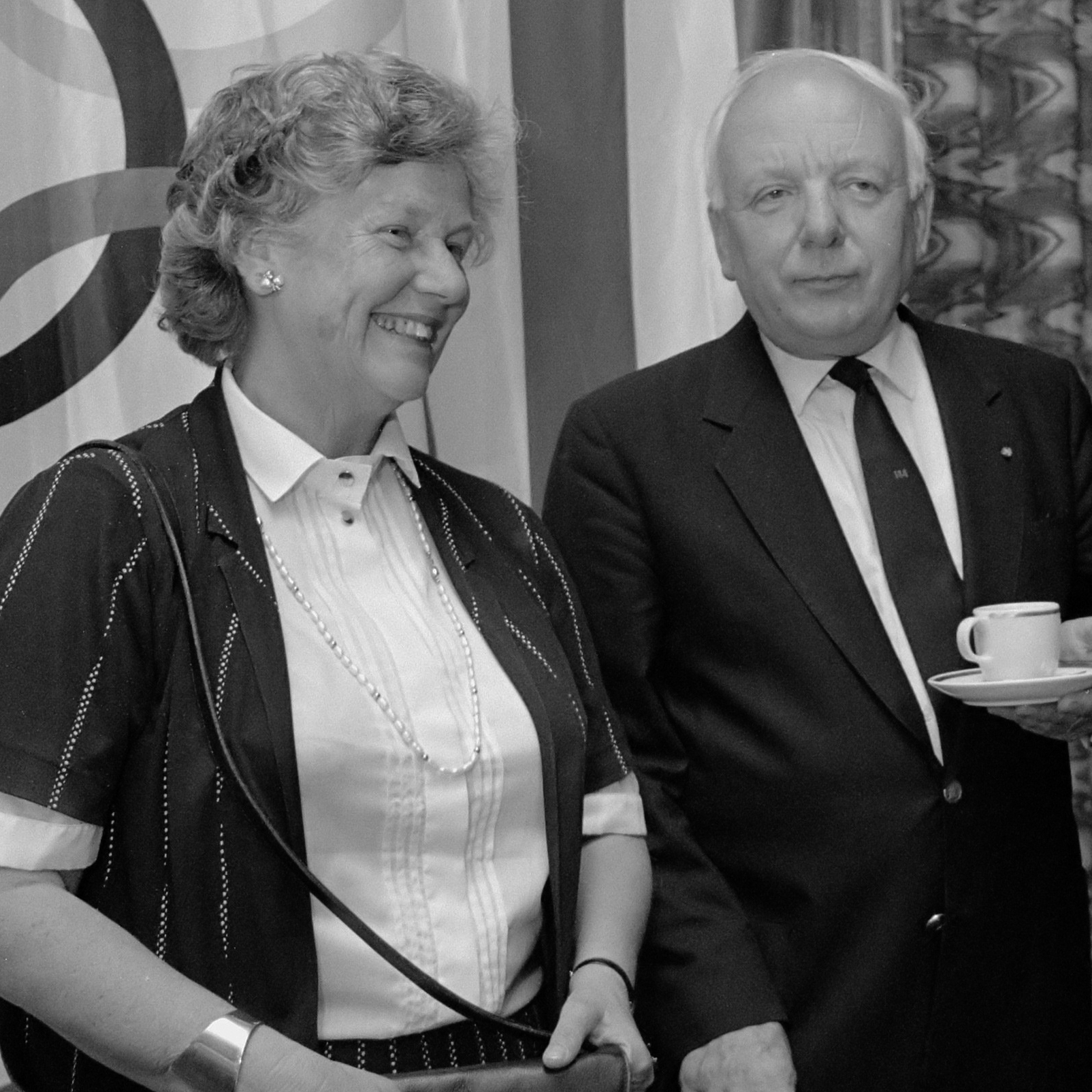
Anneke le Coultre en Koos Idenburg (1989)

Anna Jacoba (Anneke) le Coultre-Foest (Breda, 28 november 1927 – Blaricum, 12 november 2015) was een Nederlands burgemeester en bestuurder. Ze was lid van de Volkspartij voor Vrijheid en Democratie (VVD).

## Biografie
Le Coultre-Foest studeerde sociale geografie aan de Rijksuniversiteit Utrecht. Na het kandidaatsexamen studeerde ze verder aan de London School of Economics, de Northwestern-universiteit in Evanston, Illinois en de Universiteit van Oxford. Van 1948 tot 1964 was Le Coultre-Foest docente aardrijkskunde aan de Werkplaats Kindergemeenschap van Kees Boeke in Bilthoven. Daarna verhuisde het gezin naar Wassenaar, waar ze docente aardrijkskunde werd aan het Rijnlands Lyceum Wassenaar. 
Vanaf september 1967 was Le Coultre-Foest wethouder van Onderwijs, Sport en Culturele Zaken in Wassenaar. In maart 1973 volgde haar benoeming tot burgemeester van Blaricum, waarmee ze de zesde vrouwelijke burgemeester van Nederland werd. Die functie bleef Le Coultre-Foest uitvoeren tot haar pensionering in december 1992. Naast het burgemeesterschap had ze tal van nevenfuncties. Zo was ze als vicevoorzitter van het Nederlands Olympisch Comité (NOC) in de jaren tachtig nauw betrokken bij de poging om de Olympische Spelen van 1992 naar Amsterdam te halen. Tussen januari en mei 1989 fungeerde ze als interim-voorzitter van NOC. 
Le Coultre-Foest overleed in 2015 op 87-jarige leeftijd. Ze werd begraven op begraafplaats De Woensberg in Blaricum.